# Liste de dictionnaires d'espéranto
Ceci est une liste de dictionnaires bilingues d'espéranto.

## Depuis ou vers les langues nationales

### Multilingues
- Reta Vortaro dictionnaire collaboratif multilingue sous GPL, il propose des définitions en espéranto ainsi que des traductions en différentes langues.
- Hejma vortaro, dictionnaire de la vie domestique en espéranto avec équivalents en 15 langues.
- Dictionnaire en images du site lernu!
- La Vortaro est partenaire du projet Freelang.
- traduit de ou vers l'espéranto.
- Poliglota vortaro

### Français
- Lexique de base 552 mots et morphèmes (racines) correspondant à 80 % des mots rencontrés.
- Vingt dictionnaires français ↔ espéranto en ligne.
- Dictionnaire de 9 000 mots
- Dictionnaire Français Espéranto de Émile Grosjean-Maupin
- Dictionnaire Français-Espéranto de Léger-Albault
- Grand Dictionnaire Français-Espéranto de Lepuil - Danvy

- Gaston Waringhien, Grand dictionnaire Espéranto–Français, Paris, SAT-Amikaro, 1994 (ISBN 2-9508809-0-8, présentation en ligne)
- Vocabulaire Français-Esperanto Esperanto-Français Th. Cart, M. Merckens et P. Berthelot, 1907

Réédition C. Lacour, collection Rediviva, 1993  (ISBN 2-86971-653-2)
- Dictionnaire pratique : français-esperanto, esperanto-français, Paris, SAT-Amikaro, 2000, 518 p., 20 cm (ISBN 2-9508809-3-2)
- Dictionnaire de poche / Poŝvortaro : Français–Espéranto Espéranto–Français, Paris, SAT-Amikaro, 2005, 58+45, 15 cm (ISBN 2-9508809-7-5)

### Autres langues
Le Wikipédia en espéranto cite des dictionnaires pour les langues suivantes :
akkadien - albanais - allemand - anglais - arabe - bosniaque - bulgare - catalan - chinois - coréen - danois - espagnol - estonien - finnois - frison - gallois - grec - hébreu - hongrois - islandais - italien - japonais - khmer - lituanien - macédonien - mongol - néerlandais - norvégien - occitan - persan - polonais - portugais - roumain - russe - serbe - serbo-croate - slovène - somali - suédois - swahili - tchèque - ukrainien - ouzbek - vietnamien

## Dictionnaires monolingues et lexiques
- Plena Ilustrita Vortaro de l'Association Mondiale Anationale
- Autres dictionnaires sur Vikipedio.
- Dictionnaires spécialisés
  - Dictionnaire d'informatique espéranto-anglais
  -  disponible sur le site de Christian Bertin. 60 dictionnaires spécialisés français-Espéranto et Espéranto-français. CD-rom pour Windows.
  - Lexique et dictionnaire médical français-espéranto
  - Astronomia Terminaro. Similaire au Reta Vortaro et spécialisé dans l'Astronomie.
  - Internacia komerca-ekonomika vortaro en 11 lingvoj.  Dictionnaire international commercial et économique en 11 langues
  - Ilustrita vortaro pri heraldiko, dictionnaire illustré d'héraldique.
  - Rata vortaro, dictionnaire de rimes.